# 名和晃平
名和 晃平（なわ こうへい、1975年 - ）は、日本の彫刻家。学位は博士（美術）（京都市立芸術大学・2003年）。Sandwich Inc.主宰、京都芸術大学大学院芸術研究科教授。

## 概要
京都を拠点に活動。感覚に接続するインターフェイスとして、彫刻の「表皮」に着目し、セル（細胞・粒）という概念を機軸として、2002年に情報化時代を象徴する「PixCell」を発表。生命と宇宙、感性とテクノロジーの関係をテーマに、重力で描くペインティング「Direction」やシリコーンオイルが空間に降り注ぐ「Force」、液面に現れる泡とグリッドの「Biomatrix」、そして泡そのものが巨大なボリュームに成長する「Foam」など、彫刻の定義を柔軟に解釈し、鑑賞者に素材の物性がひらかれてくるような知覚体験を生み出してきた。
近年では、アートパビリオン「洸庭」など、建築のプロジェクトも手がける。2015年以降、ベルギーの振付家／ダンサーのダミアン・ジャレとの協働によるパフォーマンス作品「VESSEL」を国内外で公演。2018年にフランス・ルーヴル美術館 ピラミッド内にて彫刻作品「Throne」を特別展示。

## 来歴
1975年、大阪府高槻市生まれ。大阪府立茨木高等学校卒業。高校卒業後、京都市立芸術大学美術学部美術科彫刻専攻を卒業。学士（美術）の学位を取得。
1999年に英国王立美術院（Royal College of Art, Sculpture course）交換留学、2000年に京都市立芸術大学大学院美術研究科博士（前期）課程彫刻専攻修了。
2003年に京都市立芸術大学大学院美術研究科博士（後期）課程彫刻専攻修了。博士（美術）の学位を取得。
2005年にアジアン・カルチュラル・カウンシルの助成によりニューヨークに半年滞在、京都市芸術文化特別奨励者制度。翌年、ダイムラー・クライスラー・ファウンデーション・イン・ジャパンによる、文化・芸術支援活動プログラム｢アートスコープ｣に参加。ベルリンに3ヶ月滞在。
2010年に京都造形芸術大学大学院特任准教授、総合造形コース主任に就任し、ULTRA SANDWICH PROJECTディレクターを務める。
2017年に日本プロ野球パシフィック・リーグの2代目優勝トロフィーの制作プロデュースを担当。
2020年に京都芸術大学大学院芸術研究科教授、ULTRA_Sandwichディレクター。

### 受賞歴
- 平成16年度咲くやこの花賞 [美術部門]（大阪市）
- 平成19年度京都府文化賞 奨励賞
- 六本木クロッシング2007特別賞（森美術館）
- 第14回アジアン・アート・ビエンナーレ・バングラデシュ2010 最優秀賞
- 平成23年度京都市芸術新人賞
- 平成29年度京都府文化賞 功労賞
- Pen クリエイター・アワード 2018[7]
- 第32回京都美術文化賞[8]